# Квартет имени Шостаковича

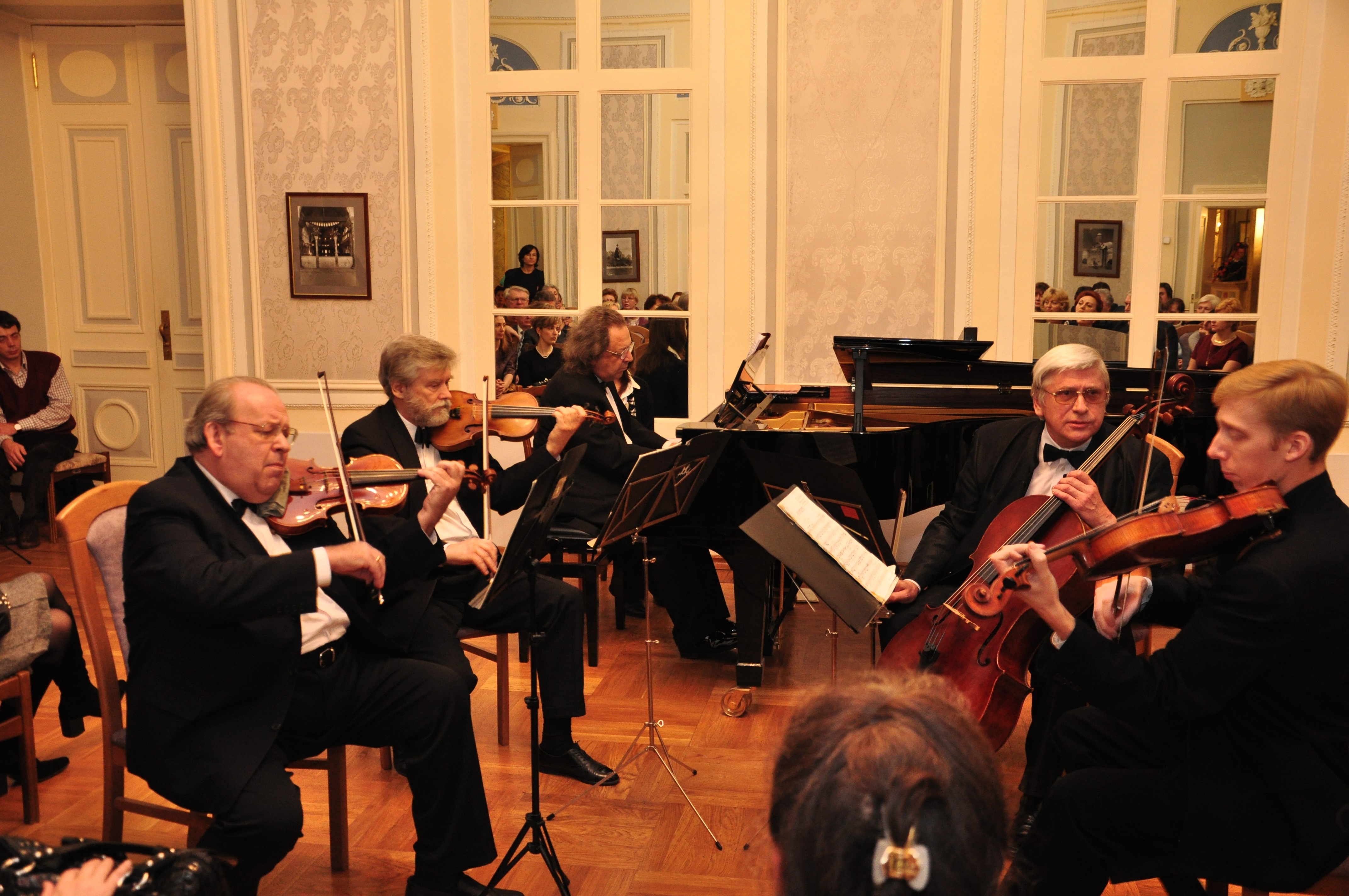
Государственный квартет им. Шостаковича (Андрей Шишлов, Сергей Пищугин, Александр Корчагин, Фёдор Белугин) и Александр Бондурянский на Международном фестивале искусств «Арт-ноябрь» (2008)

Квартет имени Шостаковича — российский государственный струнный квартет, основанный в 1966 году. В 2014 году прекратил свою деятельность.
Квартет имени Шостаковича был создан в сентябре 1966 года студентами-четверокурсниками Московской консерватории, учениками профессора Р. Р. Давидяна Андреем Шишловым (1-я скрипка), Александром Балашовым (2-я скрипка), Алексеем Дьячковым (альт) и Александром Корчагиным (виолончель). Впоследствии значительное влияние на становление коллектива оказал виолончелист Сергей Ширинский, член квартета имени Бетховена.
Первый сольный концерт квартета состоялся в 1967 году; позднее в том же году ансамбль получил первую премию на конкурсе, проводившемся Московской консерваторией и Союзом композиторов СССР. В 1968 году члены квартета были приглашены работать в Московской областной филармонии. С 1970-х годов коллектив начал гастролировать за рубежом и принимать участие в международных конкурсах, став лауреатом ряда музыкальных премий. В 1979 году ему было официально присвоено имя Д. Д. Шостаковича.
Состав квартета долгое время оставался неизменным. Кроме того, в разные годы в нём принимали участие такие музыканты, как Александр Галковский (альт), Фёдор Белугин (альт), Юрий Тканов (альт), Граф Муржа (1-я скрипка), Александр Догадаев (2-я скрипка), Александр Тростянский (1-я скрипка). С квартетом имени Шостаковича выступали Владимир Крайнев, Николай Петров, Николай Луганский, Лиана Исакадзе, Виктор Третьяков, Оксана Яблонская и др.
В репертуар коллектива входили сочинения русских и европейских композиторов, в том числе XX века; особое место отводилось музыке Дмитрия Шостаковича, включая все струнные квартеты композитора. Квартет много записывался, выпустив в общей сложности 50 грампластинок и компакт-дисков.
В 1987 году квартету имени Шостаковича была присуждена Государственная премия РСФСР имени М. И. Глинки. В 1994 году его членам было присвоено звание народных артистов Российской Федерации.
В 2014 году Александр Корчагин, остававшийся бессменным участником квартета с момента его основания, принял решение о прекращении деятельности коллектива.